# Microterys apicipennis
Microterys apicipennis är en stekelart som beskrevs av Bakkendorf 1965. Microterys apicipennis ingår i släktet Microterys och familjen sköldlussteklar.
Artens utbredningsområde är:
- Danmark.
- Tyskland.
- Sverige.

Arten är reproducerande i Sverige. Inga underarter finns listade i Catalogue of Life.